# Big Town Playboys
Die Big Town Playboys sind eine sechsköpfige englische Rhythm-and-Blues-Band, die sich dem amerikanischen Rhythm and Blues der 1940er und 1950er Jahre (so z. B. Amos Milburn und Louis Jordan) verschrieben hat. Sie wurde 1984 von Andy Silvester und Ricky Cool gegründet, vom ursprünglichen Lineup gehört heute nur mehr Ian Jennings (Bass) der Gruppe an. Ein weiteres Gründungsmitglied, Mike Sanchez (Klavier), verließ die Band 1999, um sich seiner Solokarriere zu widmen. Die Band hat eine breite Fanbasis in ganz Europa, besonders in Skandinavien und Deutschland, wo sie immer wieder in Klubs und bei Tourneen zu Gast sind.

## Allgemeines
Ihre Songauswahl bezieht sich auf die Musik des schwarzen Amerikas der 1950er Jahre. Zu den Stilrichtungen, die sie in ihre Musik einfließen lassen, gehören auch Rockabilly und Swing. Die ansteckenden Danc Grooves, das Boogiepiano, die Saxophonriffs und der klagende Blues der Sänger sind die Gründe für die Obsession der Band für diese Stilrichtung.
Neben ihrer Bandtätigkeit spielten sie auch als Backingband für viele Bluesgrößen, so zum Beispiel Lowell Fulson, Carey Bell, Lurrie Bell, Little Willie Littlefield, Champion Jack Dupree, Rosco Gordon und Jimmy Nelson.

## Höhepunkte
1991 spielten sie gemeinsam mit Jeff Beck die Filmmusik für den Film The Pope must die -Ein Papst zum Küssen von Robbie Coltrane/Peter Richardson ein. 1996 spielte die Band mit Eric Clapton, der ein Bewunderer ihrer Musik ist, auf dessen Europatournee, darunter auch 21 Auftritte in der Royal Albert Hall. Im gleichen Jahr trug die Band zum Soundtrack des Films The Color of Money mit Tom Cruise und Paul Newman bei (It’s my life Baby) – auf dem Soundtrack sind sie aber nicht vertreten. Zu den Höhepunkten gehörten auch drei Reisen in die USA, wo sie an der Westküste tourten, in Mick Fleetwood’s Club in Los Angeles auftraten und in einer Fernsehshow in New York City auftraten, die von Küste zu Küste übertragen wurde. 2004 veröffentlichten sie das Album Roll The Dice, um ihr 20-jähriges Bandjubiläum zu feiern. Auf dem Album sind ihre Freunde Robert Plant, Jeff Beck, Andy Fairweather-Low und Jools Holland als Gastmusiker zu hören. Im Mai 2005 spielten sie gemeinsam mit Gary Brooker und Andy Fairweather-Low zwei Wohltätigkeitskonzerte in Indien, deren Ertrag den Tsunamiopfern von Dezember 2004 zugutekam, eines fand in Delhi, das andere in Chennai (Madras) statt. Auftritte der Playboys gab es auch für Prince Charles und Lady Diana, sie spielten auf Jools Hoolands und Tommy Hilflingers Geburtstagsparty und der Hochzeit von Robert Cray und der Tochter von Robert Plant.

## Diskografie
- 1985: Playboy Boogie
- 1989: Champion Jack Dupree, live with The Big Town Playboys
- 1990: Now Appearing
- 1993: Crazy Legs with Jeff Beck[5]
- 1994: Hip Joint
- 1997: Off The Clock...Live!
- 1998: Six Pack
- 2001: Western World
- 2002: Now Appearing
- 2004: Roll The Dice